# Avgust Žele
Avgust Žele, slovenski rimskokatoliški duhovnik in pisatelj, * 17. april 1914, Trnje, Pivka, † 26. april 1984, Opčine, Italija.    

## Življenje in delo
Oče je padel v 1. svetovni vojni. Ker mu je kmalu umrla tudi mati je ostal sirota in skrb zanj je prevzela sestra Marija, ki ga je spremljala do smrti. Srednjo šolo je končal malem semenišču Alojzijevišča v Gorici. Bogoslovje je študiral v Gorici in bil 26. maja 1940 v Trstu posvečen v duhovnika. Prvo službo je nastopil kot duhovnik v hrvaški Istri (1940-1943). V viharnih časih po umoru župnika Sancina je bil 11. novembra 1943 premeščen v Dolino pri Trstu , kjer je ostal do 25. februarja 1946, ko se je umaknil na Repentabor. Ker ni užival mirnih časov in ker se je zelo bal za prihodnost je leta 1953 odšel v Združene države Amerike. A življenje v Ameriki ni bila zanj, zato se je po nekaj mesecih vrnil v Repentabor kjer je ostal do leta 1976 ko se je zaradi bolezni upokojil in umaknil na Opčine, kjer je tudi umrl. 
Žele je bil zelo skrben dušni pastir. Zelo se je trudil za prenovo repentaborske cerkve, ki je že od davnega priljubljeno romarski središče. Poleg duhovniškega poklica, pa ga je zanimala tudi književnost. Že v semenišču je pisal krajše tekste, predvsem za radio. 
Njegova dela so zastopana v antologiji Dnevi smrtnikov : emigrantsko pripovedništvo (1945-1960) v izboru (COBISS)